# 羽根組
羽根組（はねぐみ）は、三重県伊勢市に本部を置いていた元暴力団である。傘下組織として右翼団体神州士衛館があったが政治活動はしておらず、その実態は水産会社だった。指定暴力団山口組の団体であったが、1995年に羽根悪美組長の引退により解散した。

## 組長の来歴
組長の羽根恒夫は山口組二次団体・中西組の幹部だった。1975年に大阪戦争が起きると同年8月23日に大阪市住吉区内の松田組系暴力団村田組長宅を銃撃した。この行為が山口組三代目組長の田岡一雄に評価され、この頃から羽根悪美と名乗り、神戸市内に羽根組の拠点を置いた。
1976年10月、田岡のボディーガード兼個人秘書となる。122人の直系組員のうち、最高幹部と舎弟を除いた一般の若中で、羽根の席次は第2位であった。
1978年7月11日夜、京都・三条のナイトクラブ『ベラミ』で、田岡が村田組の大日本正義団構成員、鳴海清に狙撃され重傷を負った。この事件の後に羽根は報復の目的で地下へ潜伏したが、神戸市内で泥酔していた所を発見され銃刀法違反の容疑で逮捕されている。その後大日本正義団幹部の殺人未遂容疑で懲役11年の実刑判決を受け、1989年7月21日まで福島刑務所で服役した。

## みちのく抗争
同年11月26日、山形県山形市の病院前で羽根組構成員の遺体が発見される。山形警察署は、羽根組組員がJR山形駅前の飲食街で用心棒を強要して回っていたため川村組組員に刺殺された事を掴み、この事件を切っ掛けに五代目山口組（組長は渡辺芳則）と極東佐藤会との間で暴力団抗争事件が発生している。
1992年に暴対法が施行されると、羽根組は三重県伊勢市に移転した。当時、伊勢市内は山口組直系の組が3つ存在したため、県外の関西や関東の都市部で活動した。1995年に阪神淡路大震災が発生すると、羽根は山口組本部の復興支援のため神戸市内へ向かっている。

## 村井秀夫刺殺事件
1995年4月23日、当時地下鉄サリン事件や坂本堤弁護士一家殺害事件の容疑が浮上していたオウム真理教幹部の村井秀夫を、羽根組準構成員の在日朝鮮人徐裕行が衆人環視の中刺殺する村井秀夫刺殺事件が発生した。
この事件で徐の他に若頭K・Kが殺害指示の容疑で逮捕された他、徐の幼馴染みで羽根組に引き入れた在日朝鮮人K・Hが恐喝容疑で、41万円の横領容疑でY・Mが、都内の会社員を恐喝した容疑で在日朝鮮人Y・Hがそれぞれ逮捕されている。
当時、山口組は組系列組織にオウム信者がいた場合、速やかに上層部に報告し、教団を脱会するか組から除籍する処分をするよう通達を出していた。
オウム真理教に羽根組が関わった責任から羽根は引退を宣言し、同年5月、山口組に解散届を出した。
その後も活動は続いており、徐の初公判の傍聴券を求めて組員数名が東京地裁に現れている。更に開廷直後、徐の幼馴染みだったK・Hが傍聴席最前列で徐に「頑張れよ、皆で持ってるからな！」と大声で叫び、職員に引きずり出される騒動が起きた。また1997年に東京都渋谷区内の高級マンションを不法占拠していたとして、羽根組構成員6名が逮捕される事件が起きている。